# Catedral de San Jorge (Jerusalén)
La Catedral de San Jorge es una catedral anglicana (episcopal) de Jerusalén, fundada en 1899. Es la sede del obispo de Jerusalén, de la Iglesia Episcopal de Jerusalén y Oriente Medio. La iglesia fue construida por el cuarto obispo de la diócesis - George Francis Popham Blyth. La mayoría de los misioneros presentes en Palestina en ese momento eran los anglicanos evangélicos, pero Blyth era de la parte anglo-católica de la Iglesia de Inglaterra. Al comprobar que el uso de las iglesias de San Pablo y la Iglesia de Cristo (en Jerusalén) eran limitados, decidió fundar su propia misión y construir su propia iglesia. "Él compró un terreno en el este de Jerusalén, donde se construyó la catedral y un colegio misionero, ambos llamados San Jorge, convirtiéndose en el cuartel general de un programa de la misión independiente de las dos sociedades evangélicas".